# Хлорна вар
Хлорната вар не е индивидуално химично съединение, а представлява техническа смес от калциев хипохлорит (35 %) с формула Ca(ClO)2, калциев хлорид (30 %), CaCl2, и калциев хидроксид (13 %), Ca(OH)2. Тази смес съдържа калциеви катиони, Са2+, хипохлоритни аниони, ClO–, хлоридни аниони, Cl–, и хидроксидни аниони, HO–. Съответства на съкратена формула 3CaCl(OCl)·Ca(OH)2·5 H2O. Използва се широко като средство за дезинфекция и избелване.

## Свойства
Хлорната вар е бял прах или бели гранули с миризма на хлор. Във вода е малко разтворима. 
Под действието на киселина или от въглеродния диоксид на въздуха в присъствие на влага хлорната вар бавно се разпада с отделяне на хлор-газ:
{\displaystyle \mathrm {CaCl(OCl)+H_{2}SO_{4}\longrightarrow CaSO_{4}+H_{2}O+Cl_{2}} }
{\displaystyle \mathrm {2CaCl(OCl)+CO_{2}\longrightarrow CaCl_{2}+CaCO_{3}+Cl_{2}} }
При нагряване хлорната вар отделя кислород:
{\displaystyle \mathrm {2CaCl(OCl)\longrightarrow 2CaCl_{2}+O_{2}} }

## Качествена реакция за откриване на анилин
При взаимодействие на анилин с хлорна вар се получава характерно виолетово оцветяване – една чувствителна качествена реакция.

## Получаване
Чрез продухване на газ хлор на студено през влажна гасена вар:
{\displaystyle \mathrm {Ca(OH)_{2}+Cl_{2}\longrightarrow CaCl(OCl)+H_{2}O} }

## Токсичност
Върху опаковката трябва да е означено, че действа разяждащо върху кожата и замърсява околната среда. Токсичната доза LD50 за плъхове при орален прием е 850 mg·kg−1.